# 潜水艦西へ!!
『潜水艦西へ!!』（せんすいかんにしへ、独: U-Boote westwärts!）は、1941年にドイツで製作された潜水艦映画、戦争映画。監督はギュンター・リッタウ。大西洋の戦いにおけるUボートの任務を映画化し、実物のU-123が撮影に利用された。監督のギュンター・リッタウはカメラマンとして『メトロポリス』の制作に携わっている。

## あらすじ
ホフマイスター大尉の指揮する潜水艦は長途の作戦行動を経て母港へ帰港する。3週間の休暇が乗組員に与えられるが、入れ替わりで重要任務を行なうはずだった他の艦長が急病になってしまい、ホフマイスター大尉は代わって出撃することになる。プッチライトとゾンタクは洗濯屋の娘ケーテのことで仲違いし、ドレヴィッツは出撃の日結婚する筈だったが、皆一切顧みず乗艦する。だが、部下思いの大尉はドレヴィッツに間もなく子供が生まれるのを知って陸と海で連絡をとって長距離結婚式を行う。目的の海域を目指す中、艦は敵の爆撃機や艦船、または漁網のために幾多の災難に遭遇する。また任務の目前に敵の大船団を発見するが、任務完遂のため逸る心を抑えなければならなかった。そんな時、乗組員の士気を支えたのは故国から送られる電波放送だった。ヴィーガント中尉はこの放送でイレーネが結婚を承諾したのを知って喜び、ドレヴィッツも双子の父親になったことを知る。やがて艦は通商破壊の自由行動がとれるようになり、オランダ商船を臨検することになる。オランダ船の船長は積み荷は裁縫用のミシンだと言い張るが、積み荷は航空機用のプロペラだった。大尉は10分の猶予を与えた後に撃沈すると通告するが、沖合から護送船団が近付き、オランダ船員は臨検に来たベネティクト、ヴァルムプッシュ、ドレヴィッツ、プッチライトらを襲撃する。そのため潜水艦は仲間の4人を収容することができず、辛うじてイギリス駆逐艦の攻撃から逃げ切る。4人はイギリス駆逐艦に捕虜として収容される。復讐の念に駆られた大尉は護送船団を狙い、駆逐艦と対決する。

## キャスト
- ハーバート・ヴィルク（ドイツ語版）：ホフマイスター大尉
- ハインツ・エンゲルマン（ドイツ語版）：ヴィーガンド中尉
- ヨアヒム・ブレンネッケ（ドイツ語版）：ベネディクト少尉
- E・W・ボルヒエト（ドイツ語版）：グリーズバッハ中尉
- ヨーゼフ・ジーバー：ヴァルムブッシュ二等兵曹
- カルスタ・レツク：ケエテ・メルク
- カール・ヨーン（ドイツ語版）：ドレヴィッツ
- クレメンス・ハッセ（ドイツ語版）：ゾンタグ四等兵曹
- ヘルバート・クラツト：プッチライト四等兵曹
- イルゼ・ヴェルナー（ドイツ語版）：イレーネ
- カール・デーニッツ提督